# بوشيدو روح اليابان

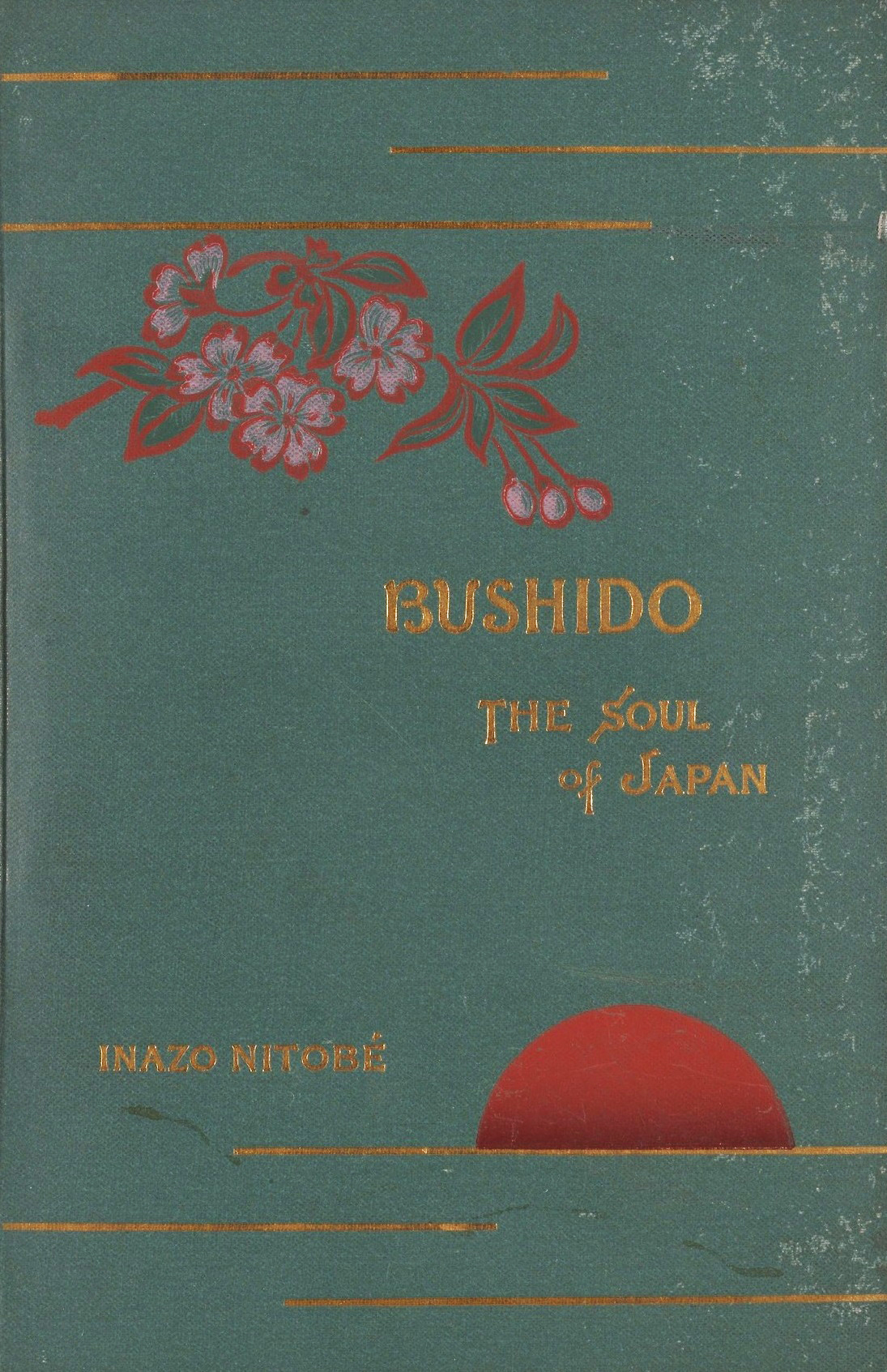
غلاف بوشيدو

بوشيدو: روح اليابان (بالانجليزية: Bushido: the soul of Japan) هو كتاب تمت كتابته بواسطة «اينازو نيتوبى» لاستكشاف طريق الساموراي. نشر في عام 1900.

## نظرة عامة
«بوشيدو: روح اليابان» هو كتاب يأتي جنبا إلى جنب مع النص الكلاسيكي «هاغاكوري» للكاتب «تسونيتومو ياماموتو» (1659-1719), في دراسة طريق الساموراي. يعد اللأكثر مبيعآ في وقته، وقرأه العديد من الأجانب المؤثرين، من بينهم الرئيس «ثيودور روزفلت»، الرئيس «جون كنيدى»، و«روبرت بادن باول»، مؤسس الكشافة.
كتب نيتوبى «بوشيدو: روح اليابان» في الأصل باللغة الانجليزية (1899) في مونتيرى، كاليفورنيا، بالرغم من أن مقدمة الكتاب تقول عكس ذلك وأنه كتب في مالفيرن، بنسلفانيا. ولم يترجم الكتاب إلى اللغة اليابانية حتى نال شهرة في العالم المتحدث بالانجليزية لسنوات عديدة.
خضعت اليابان لتحول كبير في نمط حياتها التقليدية وذلك عندما أصبحت أمة عصرية، وكنتيجة لهذا التحول شارك نيتوبى في عمل تحقيق عن روح أمته، وكان هذا العمل الأصلى نتيجة تأمله. أصبح ذو مكانة وسط الكتاب اليابانيين المشهورين في عصره ككاتب رفيع الإسلوب بالانجليزية حيث كتب العديد من الكتب بهذه اللغة.
وجد في «بوشيدو»،طريق المحارب، مصادر الفضائل الثمانية الأكثر إعجاباً لشعبه وهم: سداد الرأي، الشجاعة، الخير، التهذيب، الصدق، الشرف، الولاء، وضبط النفس.
فتش أيضا عن عادات السكان الأصليين لليابان كالبوذية، الشنتو، الكونفوشيوسية، والمبادئ الأخلاقية التوجيهية التي صدرت عبر مئات السنين على يد ساموراى اليابان وحكمائها. بحث، بالإضافة لذلك، في أوجه التشابه والاختلاف ليس فقط مشيراً إلى الفلاسفة الغرب ورجال الدولة ولكن أيضا لمؤسسي الفكر والحضارة الأوروبيين والأمريكيين رجوعاً إلى الرومان والإغريق وأزمنة الكتاب المقدس. فوجد تشابه وثيق بين روح الساموراي والتي أطلق عليها «بوشيدو» وبين روح الإغريق القديمة كما هو ملاحظ في كتب مثل كتاب «إلياذة هوميروس».

## الأعمال التي ورد ذكرها
- Inazo Nitobe, Bushido: The Soul of Japan, Kodansha International, Tokyo, 2002. ISBN 978-4-7700-2731-3
- John W. Dower, War Without Mercy: Race & Power in the Pacific War, Pantheon Books, New York, 1986. ISBN 0-394-75172-8

## وصلات خارجية
- Complete text of 13th edition online from Gutenberg
- Free audiobook from LibriVox